# Antonio Azpiri
Antonio Azpiri Nadal (* 13. September 1911 in Veracruz, Veracruz; † 29. Dezember 1982 in Mexiko-Stadt), auch bekannt unter den Spitznamen Toño (einer Kurzform seines Vornamens) und León de las canchas, war ein mexikanischer Fußballspieler, der in der Verteidigung agierte. Mit 13 Länderspieleinsätzen, die er zwischen 1934 und 1938 absolvierte, war er mexikanischer Rekordnationalspieler vor Ausbruch des Zweiten Weltkrieges.

## Leben
Azpiri verbrachte seine Kindheit und Jugend in Orizaba, wo er sich zunächst der Nachwuchsabteilung der Asociación Deportiva Orizabeña (A.D.O.) angeschlossen hatte. Als Erwachsener wechselte Azpiri 1929 zur Unión Deportiva Moctezuma und kehrte zwei Jahre später zur A.D.O. zurück. 1932 wechselte er zum Club Necaxa, wo er der als Once Hermanos bekannten Erfolgsmannschaft angehörte, die zwischen 1933 und 1938 vier Meistertitel gewann. Zumindest an den ersten beiden Meistertiteln (1933 und 1935) war Azpiri nachweislich beteiligt, wie das Libro de Oro del Fútbol Mexicano verrät. Gemäß Datenbank der RSSSF gehörte er auch zum Meisterkader der Spielzeiten 1936/37 und 1937/38, was auch an anderer Stelle des Libro de Oro del Fútbol Mexicano bestätigt wird, wo sein Wechsel zum Club América vor der Saison 1943/44 mit der Weigerung Necaxas begründet wird, an der neu eingeführten Profiliga teilzunehmen.
Gegen Ende seiner aktiven Karriere ging Azpiri in seine Heimatstadt Orizaba zurück und spielte nachweislich zwischen 1944 und 1947 für die UD Moctezuma, mit der er 1947 den Pokal und den Supercup gewann. Gemäß dem Fußballhistoriker Carlos Calderón Cardoso blieb er dort bis zum Jahr 1950, als Moctezuma sich aus der höchsten Spielklasse zurückgezogen hatte.

## Erfolge
- Mexikanischer Meister: 1933 und 1935 sowie vermutlich auch 1937 und 1938 (mit Necaxa)
- Mexikanischer Pokalsieger: 1947 (mit Moctezuma)
- Mexikanischer Supercup: 1947 (mit Moctezuma)